# きくづき (護衛艦)
きくづき（ローマ字：JDS Kikuzuki, DD-165）は、海上自衛隊の護衛艦。たかつき型護衛艦の2番艦。艦名は「菊月」（旧暦9月（長月）の別称）に由来し、同じ名を持つ艦艇としては旧海軍の神風型駆逐艦 (初代)「菊月」、睦月型駆逐艦9番艦「菊月」に続き3代目。

## 艦歴
「きくづき」は、第2次防衛力整備計画に基づく昭和39年度計画3,000トン型甲II型警備艦、2305号艦として三菱重工業長崎造船所で1966年3月15日に起工され、1967年3月25日に進水、1968年3月27日に就役し、同日付で第1護衛隊群隷下に新編された第1護衛隊に「たかつき」とともに編入され呉に配備された。
1970年6月30日から練習艦「かとり」とともに海上自衛隊としては初となる世界一周の遠洋練習航海に参加した。なお、セイロンのコロンボ港入港直前の10月30日に主機タービンの損傷事故が発生し以後、左舷機のみの1軸で航海を行い11月18日に帰国した。
1971年2月1日、第1護衛隊が第2護衛隊群隷下に編成替え。
1973年、遠洋練習航海に参加。
1977年5月12日から6月27日まで、護衛艦「もちづき」、潜水艦「まきしお」、P-2J 8機とともにハワイ派遣訓練に参加。
1980年11月1日から12月17日まで、護衛艦「たちかぜ」、「もちづき」、P-2J 8機とともにハワイ派遣訓練に参加。
1983年3月30日、第1護衛隊が第4護衛隊群に編入され、定係港が横須賀に転籍。また、同年6月15日から世界一周の遠洋練習航海に参加。
1985年5月30日から近代化改装（FRAM）を受けており、これは1986年12月26日に完工した。
1993年3月25日、舞鶴地方隊第2護衛隊に編入され、定係港が舞鶴に転籍。
1997年3月24日、隊番号の改正により第2護衛隊が第24護衛隊に改称。
2003年11月6日、除籍された。総航海時数は67,678時間、総航程は79万1,213.4浬（地球36.5周）に達し、その間に遠洋練習航海に3回参加（そのうち2回が世界一周）している。

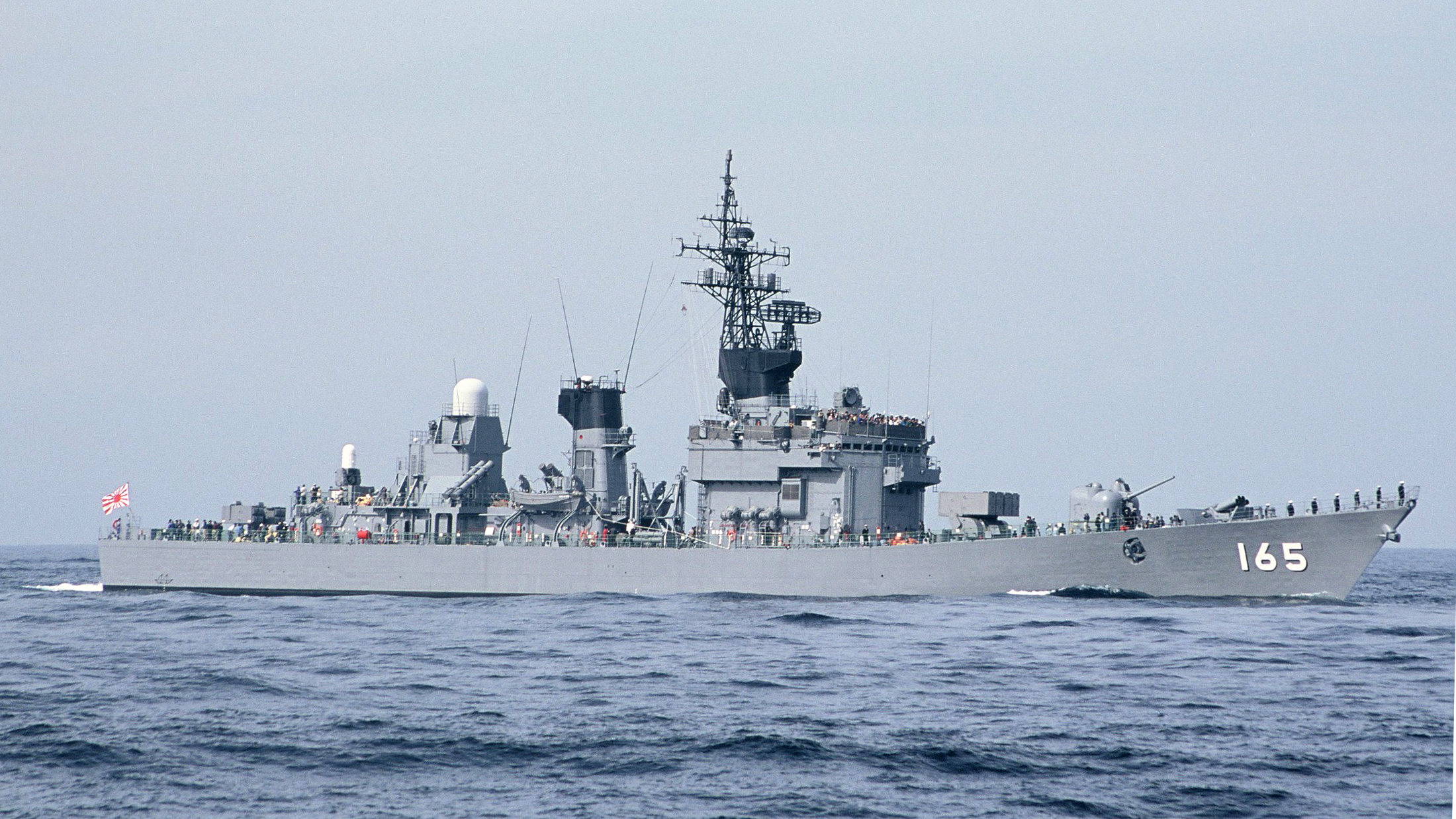
平成12年度自衛隊観艦式 部隊訓練における「きくづき」